# Inga Kuźma
Inga Barbara Kuźma (ur. 15 kwietnia 1974) – polska etnolożka, antropolożka kultury, doktor habilitowana nauk humanistycznych w dyscyplinie etnologia, profesor Uniwersytetu Łódzkiego (UŁ) na Wydziale Filozoficzno-Historycznym.

## Życiorys
Ukończyła studia etnologiczne w 2000 r. na UŁ, w 2007 r. obroniła pracę doktorską Kobiety i Maria. Antropologiczne studium współczesnej religijności maryjnej na Wydziale Filozoficzno-Historycznym UŁ, habilitowała się w 2016 r. na podstawie cyklu złożonego z publikacji pod nazwą Antropologiczne badania bezdomności – zagadnienia metodologiczne na Wydziale Historycznym Uniwersytetu Warszawskiego (cykl składał się z 1 książki i 4 artykułów). Od  2019 r. jest dyrektorką Instytutu Etnologii i Antropologii Kulturowej (IEiAK) UŁ, od 2018 r. kierowniczką Pracowni Antropologii Praktycznej IEiAK UŁ.

## Działalność naukowa i społeczna
Inga Kuźma wykłada m.in. antropologie religii, etyczne problemy badań antropologicznych, antropologię tożsamości, antropologię w działaniu, prowadzi seminaria magisterskie i doktorskie.
Uprawia antropologię zaangażowaną i interwencyjną. Jej badania i działania skupiają się szczególnie na problematyce włączenia społecznego (bezdomność) i zapobieganiu (oraz badaniu) skutków wyłączenia. Interesuje ją także humanistyka stosowana (od teorii antropologii publicznej / krytycznej / interwencyjnej / zaangażowanej do działań i projektów); kulturowe sensy i znaczenia stygmatyzacji / marginesów / tabu / wykluczenia i stereotypizacji; empowerment i samorzecznictwo (w kontekście praktyk oddolnych jednostek i grup oraz strategii instytucjonalnych); działalność w III sektorze; przestrzenie publiczne i prywatne; zagadnienia dotyczące „ukrytych programów”; antropologia doświadczenia i gender, w tym zagadnienia dotyczące buntu, transgresji, przemocy, konfliktów oraz innych tematów trudnych i drażliwych; antropologia religijności.
Jest miejską aktywistką, współpracuje z fundacjami i stowarzyszeniami oraz grupami nieformalnymi czy parasolowymi, także z jednostkami samorządu lokalnego. Związana z Kolektywem Kobiety znad Łódki tworzącego Łódzki Szlak Kobiet (od 2018 Fundacja Łódzki Szlak Kobiet – członkini Zarządu), współtworzy Międzyuczelniane Interdyscyplinarne Seminarium Gender. Bierze udział w programach międzynarodowych Erasmus+ oraz Europe for Citizens.
Uczestniczy w pracach Ośrodka Dokumentacji i Informacji Etnograficznej Polskiego Towarzystwa Ludoznawczego (kierowniczka 2012–2019).

## Aktualnie pełnione funkcje
- członkini zespołu ds. przeciwdziałania dyskryminacji na UŁ (od 2019)
- członkini zespołu ds. opracowania Wieloletniego Programu Działań Antydyskryminacyjnych dla Łodzi przy Pełnomocniczce Prezydent Miasta Łodzi ds. Równego Traktowania (od 2019)
- ekspertka Housing Rights Cluster w ramach European Federation of National Organisations Working with the Homeless (FEANTSA) przy KE, Bruksela (od 2018);
- kierowniczka Centrum Innowacji Społecznych UŁ (od 2017)
- kierowniczka projektu Humanistyka stosowana dla rozwoju: od innowacji do aplikacji (APHUM Base i AP Forum) w ramach programu „Dialog” dla Wydziału Filozoficzno-Historycznego UŁ (od 2017)
- członkini zarządu F.E.R. Eurethno (od 2016)
- członkini (z ramienia UŁ) i przewodnicząca Łódzkiego Partnerstwa Pomocy Osobom Wykluczonym i Bezdomnym (2014–2020)[9]

## Wybrane publikacje

### Książki
- 2019: Homes of the Homeless. On Studying Crisis Situations. Kraków–Łódź: Jagiellonian University Press, Wydawnictwo UŁ[11].
- 2015: Domy bezdomnych. Badania sytuacji kryzysowych. Łódź: Wydawnictwo UŁ.
- 2008: Współczesna religijność kobiet. Antropologia doświadczenia. Wrocław: Polskie Towarzystwo Ludoznawcze – „Archiwum Etnograficzne”, t. 46.

### Prace pod redakcją
- 2017: Kobiety niepokorne: reformatorki – buntowniczki – rewolucjonistki. Herstory. Łódź: Wydawnictwo UŁ. Red. I.B. Kuźma, I. Desperak.
- 2017: Mieszkanie i dom jako nieoczywistość kulturowo-społeczna. Łódź: LangeL [Red. I.B. Kuźma, Ł. Lange].
- 2015: Kobiety niepokorne: reformatorki – buntowniczki – rewolucjonistki. Łódź: Wydawnictwo UŁ [red. I.B. Kuźma, I. Desperak].

### Artykuły
- 2020: Gendering memory: intersectional aspects of Polish politics of memory. „Przegląd Socjologii Jakościowej”, t. 16 (1), s. 102–118 [autorki: I.B. Kuźma, E. Pietrzak][12].
- 2019: About women in conflicts and wars: theories of violence and collective memory. “Polish Political Science Yearbook”, vol. l. 48, iss. 1, pp. 49–64 [autorki: I.B. Kuźma, E. Pietrzak][13].
- 2014: Łódź jako teren badań etnograficznych z perspektywy women’s urban anthropology. „Kultura i Społeczeństwo”, nr 1, s. 121–137[14].
- 2014: „Własny pokój” etnografek. „Zeszyty Etnologii Wrocławskiej”, nr 1, s. 29–50[15].
- 2013: Antropologia przezwyciężająca „hermeneutyczną niesprawiedliwość”. Z badań w schronisku dla bezdomnych kobiet. „Lud”, t. 97, s. 133–156.
- 2013: Wprowadzenie do antropologicznych badań wśród bezdomnych kobiet. Charakterystyka relacji dialogicznej. [W:] Tematy trudne. Sytuacje badawcze. Red. I.B. Kuźma. Łódź, s. 7–14.

## Wybrane projekty badawcze
- (Nie)widoczni: niepełnosprawność i choroba w doświadczeniu osób w kryzysie bezdomności przebywających w instytucjach pomocy. Perspektywa antropologii kulturowej w badaniu podwójnego wykluczenia, w ramach konkursu „Niepełnosprawność w naukach humanistycznych”; PFRON, w ramach prac Centrum Innowacji Społecznych UŁ (nr BEA/000048/BF/D), współkoordynatorka (2019–2020)[16]
- Diagnoza do Wieloletniego Programu Działań Antydyskryminacyjnych w Łodzi, Biuro ds. Partycypacji Społecznej w Departamencie Polityki Społecznej i Zieleni Urzędu Miasta Łodzi przez Centrum Innowacji Społecznych UŁ, Interdyscyplinarne Seminarium Gender (nr DSP-BPS-IV.272.42.2019) (2019–2020)[17]
- Opracowanie modelu funkcjonowania Łódzkiego Centrum Usług Społecznych w ramach projektu pilotażowego pn. Opracowanie modelu prowadzenia rewitalizacji obszarów miejskich na wybranym obszarze w Mieście Łodzi – etap 2, koordynatorka badań i projektu z ramienia UŁ (CEIN) w partnerstwie z Centrum Promocji i Rozwoju Inicjatyw Obywatelskich OPUS w Łodzi na zlecenie Urzędu Miasta Łodzi (nr 7/BR/PII/2018) (2018–2019)
- Women and homelessness, projekt Erasmus+ Strategic Partnernship, lider: Budapest Methodological Centre of Social Policy (nr 2018-1-HU01-KA202-047742), koordynatorka działań z ramienia UŁ (CEIN) (2018–2021)
- Humanistyka stosowana dla rozwoju: od innowacji do aplikacji (APHUM Base i AP Forum), grant Ministerstwa Nauki i Szkolnictwa Wyższego – Dialog (nr 0136/DLG/2017/10), kierowniczka merytoryczna (2017–2019)[18]
- Women – War – Peace; Europe of Citizens U, projekt AHE Łódź – partner w międzynarodowym zespole, wykonawczyni  projektu (2015–2016)[19]

- Repozytorium cyfrowe zbioru „Robotnicy w XIX i XX wieku”, grant Ministerstwa Nauki i Szkolnictwa Wyższego NRPH (nr 11H 11 009480), wykonawczyni (2012–2014)[20]